# Белоухий краснохвостый попугай
Белоухий краснохвостый попугай (лат. Pyrrhura leucotis) — вид попугаев из рода краснохвостых попугаев. Не выделяют подвидов.

## Внешний вид
Длина тела 21—22 см. Основная окраска оперения зелёная. Затылок светло-голубой, верх головы серо-коричневый. Передняя часть шеи и зоба серая с окаймлением беловатого цвета. Участок около ушей тоже белый. Кольцо вокруг глаз, узкая полоска на лбу, часть щёк, пятно на животе и гузка красно-коричневые. Сгиб крыла красный. Хвост в верхней части зелёный, в нижней — коричнево-красный.

## Распространение
Обитает в Бразилии и Венесуэле.

## Образ жизни
Населяют леса тропической и субтропической зон. Держатся стаями, иногда приносят ущерб плантациям зерновых культур.

## Размножение
В кладке 5-9 яиц. Насиживает самка 21—22 дня. Молодые вылетают из гнезда в возрасте 34—37 дней, но родители опекают их ещё несколько недель.

## Содержание
У любителей природы их можно увидеть редко. В Европу (в Англию) этот вид завезли в 1871 году.